# Zero Regio

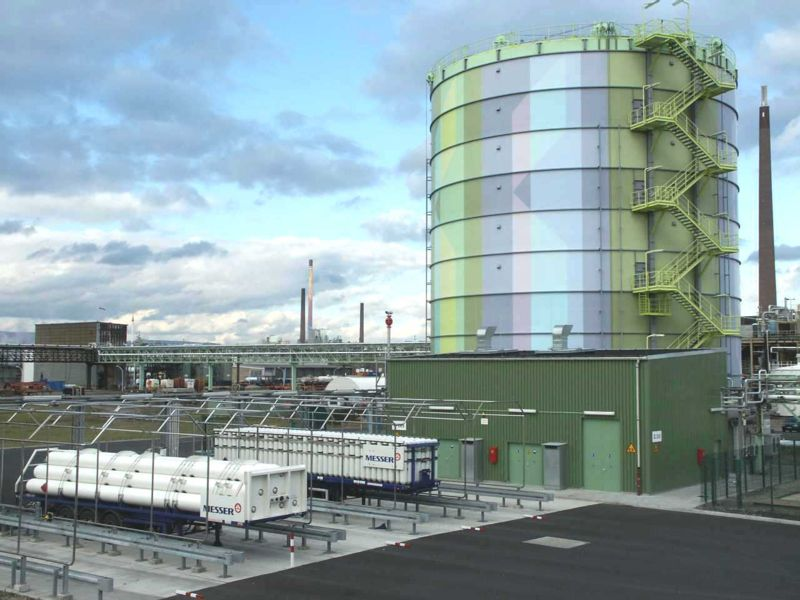
Centre d'hydrogène Höchst (Francfort-sur-le-Main)

Zero Regio est un projet européen multilatéral et intégré avec l'objectif de développer un système de transport formés de véhicules à hydrogène avec pile à combustible.
Dans le cadre de 6e Programme-cadre de recherche et de développement technologique (PCRD) de la Commission européenne, une infrastructure d'hydrogène avec station-service et flotte d'automobiles est construit dans la région Rhénanie-Palatinat et la région Lombardie pendant les cinq années du projet à l'aide des différents entreprises et institutions des quatre pays européens.
Les résultats et l'expérience faites pendant le phase de test vont contribuer à l'objectif de la Commission Européenne d'avoir cinq pour cent d’automobiles avec hydrogène sur les routes en Europe en 2020.